# Fusariose (médecine)
La fusariose est une infection mycosique causée par des champignons du genre Fusarium, principalement Fusarium solani, Fusarium oxysporum et Fusarium moniliforme, ainsi que Fusarium proliferatum..
Chez l'homme la fusariose se manifeste par diverses formes d'infections, superficielles ou disséminées, qui dépendent en grande partie du statut immunitaire du patient et de la voie d'entrée du pathogène. Les formes superficielles et localisées concernent les patients immunocompétents, tandis que les formes disséminées et invasives affectent les patients immunodéprimés.
Cette maladie se rencontre surtout chez des patients immunodéprimés, notamment  neutropéniques, et est une maladie opportuniste importante chez les patients souffrant d'hémopathie maligne.
D'autres facteurs de risques sont notamment l'administration de corticoïdes et la greffe d'un organe venant d'un donneur incompatible.
Les symptômes cliniques comprennent notamment une fièvre réfractaire, des lésions cutanées et des infections sino-pulmonaires.
La mortalité due à des infections par la fusariose chez les patients immunodéprimés varie de 50 à 80 %.
Le pronostic de  survie est particulièrement affecté en cas de neutropénie persistante ou de corticothérapie.
Chez les patients immunocompétents, la maladie peut se contracter à la suite de lésions tissulaires consécutives à un traumatisme, des brûlures graves ou à la présence d'un corps étranger. L'infection peut entraîner kératite, onychomycose et parfois péritonite et cellulite. Dans ce cas le traitement est généralement efficace.